# Nome comune (linguistica)
In linguistica, si dice nome comune un sostantivo che ha per referente una classe di individui (siano essi persone, oggetti o concetti) e talvolta, con il concorso di uno specificatore, anche singoli individui. Si oppone tipicamente al nome proprio, che invece indica singoli individui o gruppi di individui intesi nella loro unicità.

## Descrizione
Il diverso statuto di nomi comuni e nomi propri si riflette anche sul piano morfosintattico. Tipicamente i nomi comuni possiedono un plurale e sono accompagnati da uno specificatore. Di contro, i nomi propri non hanno plurale e lo specificatore che li accompagna è fisso o del tutto assente.
Si vedano alcuni esempi:
Le mondine erano lavoratrici stagionali nelle risaie.
Il nome comune mondina viene presentato flesso al plurale e rinvia all'intera classe dei referenti.
Le mondine avevano lavorato molto quel giorno.
Il nome comune mondina stavolta rinvia ad una porzione della classe dei referenti, quindi a singoli individui.
La Tanzania è uno Stato africano.
Il nome proprio Tanzania ha un determinatore fisso, l'articolo la.
Dodoma è la capitale della Tanzania.
Nel caso delle città, ma anche dei prenomi, il nome proprio è privo di determinatore.
L'uso dei determinatori può sfumare l'opposizione tra nomi propri e comuni. Così, nell'espressione I Vermeer di New York, l'articolo i determina un riferimento non più ad un singolo individuo (il pittore olandese Jan Vermeer) ma ad un insieme numerabile di individui (i dipinti di Vermeer a New York). Un importante punto di contatto tra nomi comuni e nomi propri sono, in effetti, le figure di antonomasia (le "sineddoche d'individuo", come le ha chiamate Pierre Fontanier), dove un uso particolare dei determinatori trasforma un nome proprio in nome comune o viceversa (un Attila, il Poeta).
I nomi comuni vengono tipicamente distinti in nomi astratti e nomi concreti. Questa opposizione non è sempre definita univocamente.
I nomi comuni si distinguono poi tra numerabili e non numerabili. I secondi sono detti anche "nomi massa".